# Ludwigia microcarpa
Ludwigia microcarpa là một loài thực vật có hoa trong họ Anh thảo chiều. Loài này được Michx. mô tả khoa học đầu tiên năm 1803.